# Makai Ouji
Makai Ōji: Devils and Realist (яп. 魔界王子 Макай О:дзи, Принц преисподней:демоны и реалист) — японская манга, автором которой является Мадока Такадоно, а иллюстратором Утако Юкихиро. Аниме-адаптация студии Dogakobo транслировалось в июле 2013 года. Проект набрал низкий рейтинг. В числе недостатков фанаты произведения отметили, что в аниме-адаптации у персонажей слишком большие уши и носы, а также рисовка сильно отошла от оригинала. Сюжет, преподнесённый в сериале, исключил много важной информации и значимых персонажей.
Также компания Namco Bandai Games объявила о разработке игры-адаптации Makai Ōji: Devils and Realist: Treasure of the Substitute King для игровой приставки Nintendo 3DS.

## Сюжет
История разворачивается во второй половине 1888 года в Лондоне. Главный герой — Уильям Твайнинг (в другом чтении Твининг), молодой глава влиятельной и древней семьи Великобритании, возвращается в поместье из элитного лицея для мальчиков в Страдфорде-на-Эйвоне. Его постигает известие о банкротстве семьи и исчезновении его дяди-опекуна, археолога Бартона Твайнинга. В поисках денег на оплату нового семестра, Уильям случайно призывает великого герцога Преисподней демона Данталиона. Демон заявляет Уильяму, что он — потомок ветхозаветного царя Соломона, оставившего своим потомкам право избирателя кандидата на пост регента Преисподней, дарованное ему самим Императором Люцифером. Но вот беда — Уильям реалист, и слова демона не восприняты всерьёз. Именно с этого дня он оказывается втянут в борьбу между демонами-кандидатами и в интригующую жизнь древнего израильского царя-предка.

## Мироустройство
- Преисподняя

Некогда неизвестная страна, которую зачастую посещал Люцифер, будучи ангелом. Представляет собой пустующие земли с движущимися измерениями. Из Преисподней есть проход в Лимб, Чистилище и на Землю. По неизвестным причинам из всех только Михаил не может попасть туда.
В Преисподней правит иерархия. Сильные демоны -> слабые демоны. Перед Вратами Ада располагаются Девять Кругов. На третьем Круге находится первый город — Дит — владения Данталиона. Дит является крупным военным фортом. К нему примыкают Врата Чистилища, Ахерон и Тартар. Сам же Тартар в ведении Баалберита.
Сердце Преисподней — дворец Люцифера. Показан как по-настоящему грандиозное сооружение из белого камня со множеством круглых башен. Внутри располагается опочивальня и золотой трон.
Воздух Преисподней ядовит для ангелов и опасен для смертных. Небо усеяно множеством звёзд, имеет розовые и жёлтые оттенки. Большая часть Преисподней — пустынные земли с городами и дворцами, а также лесами. Время в ней течёт медленее, чем на Земле.
- Небеса

Измерение Света, откуда пришли ангелы. Показано как невероятно светлое место со множеством парящих островов, облаков, белоснежных башен, садов и водоёмов. Большая часть островов — пустошь. Центром Небес является башня Этеменанки, представленная в виде розы.
В Эдеме растёт Древо Знания, вкусив плод которого, ангел падёт. Исключение составляют лишь ангелы, бывшие людьми или богами. В Ситри оно пробудило память о его жизни на Небесах. Именно плод с этого Древа якобы вкусила некогда Ева.
Стражем Эдема является Уриэль, а также в его ведении тюрьма Тартар. На Небесах правят архангелы, во главе которых стоит Михаил.
- Земля

Планета в измерении, в которое прибыли обитатели Небес. Ранее Земля принадлежала богам и людям. Здесь же родились Всадники Апокалипсиса. Когда прибыли ангелы, началась Война Небес и Земли, стёршая напрочь богов и их власть. В ходе войны случилось восстание Люцифера и появление измерения Преисподней. Ныне Земля почти полностью подконтрольна ангелам и населена людьми.
- Чистилище

Место, куда попадают неугодные Богу души после смерти. Это все грешники, не заключившие контракт с демоном или не очищенные ангелом. Соединяет Небеса и Преисподнюю. Вход в него — Врата Петра, — находится в Греции.

## Термины и существа
Ангелы — духи Небес, живущие в иерархическом обществе, во главе которого стоят архангелы. Прибыли на Землю задолго до рождения Христа и развязали войну с богами, её населявшими. Ангелы уничтожили почти полностью богов Олимпа и Асгарда. Первая территория, подчинившаяся Небесам — Угарит, отданный богом Баалом архангелу Габриэль. Архангелы обладают огромной силой. В отличие от классического представления, архангелом может быть только серафим. Серафимом же может стать ангел с огромной духовной силой. Ангел с одним крылом, как Уриэль, считается преступником.
Полукровки — дети, рождённые от союза двух разных существ, а также демоны, бывшие людьми или богами — нефилимы. Парадоксом является Камио. Рождённый от союза архангела и человека, он является демоном с шестью белоснежными крыльями.
Боги — первые правители Земли и людей, сверхъестественные существа, не способные сравниться с ангелами. В результате вторжения Небес боги практически все погибли. Многие из них остались в Преисподней, такие, как Данталион и Гильгамеш.
Демоны — падшие ангелы, люди и боги, побеждённые ангелами. Демоном можно стать двумя способами: заключить сделку с другим демоном или покончить с собой, воззвав к демонам Чистилища. Демоны долго растут и ещё дольше стареют. Как и ангелы, живут в иерархическом обществе, во главе которого стоит Император — архангел Люцифер. Сильнейшими демонами являются семь демонических королей, но Данталион, будучи падшим богом и «ребёнком» Люцифера, способен превзойти каждого из них.
Сон — необходимость для ангелов и демонов. В отличие от людей, сон у них длится от ста лет. За это время может случиться многое:
- потеря власти;
- потеря территории;
- потеря сил;
- смерть.

Когда демон или ангел чувствуют недомогание, они обязаны лечь спать. Для ангелов отведены гробницы в Этеменанки, для демонов — Лимб. Из-за того, что риск не проснуться слишком высок, многие из них (Баалберит и Михаил как пример) игнорируют эту необходимость. Интересно то, что Бог тоже нуждается во сне.
Блаженство или вознесение — процедура промывки мозгов. Полностью стирает личность вознесённого человека, делая его блаженным. Вознести способен только ангел, но в 80-х главах стало известно, что на это способен и Соломон.
Падение — лишение ангельского чина, крыльев и статуса, а также последующее преследование для ангелов, перерождение демоном — для людей и богов. Случается только при совершении преступления против Закона Божьего.
Закон Божий — свод правил и взглядов Господа, которым следуют ангелы и должны следовать люди. Те, кто не следует им, признаётся падшим. Соломон первым разглядел за Законом высокомерное стремление Господа подчинить себе всё, навязать своё мнение и заставить жить по его правилам. Из-за этого восстал Люцифер, а после и Соломон. Его преступил Уриэль и нисколько об этом не пожалел.
Столпы — 72 колоны в Иерусалиме, созданные Соломоном. В них были запечатаны 72 демона. Когда Соломон восстал против Бога, он разрушил их, выпустив демонов. Столпы используются для того, чтобы демон, спящий в нём, сохранял свои силы.
Печать Соломона — магическое кольцо, латунная часть которого позволяет ему контролировать демонов. Кольцо действует как катализатор памяти Соломона при контакте с его геном. Из известных носителей — отец Уильяма и сам Уильям. Бартона, равно как и других, кольцо отвергает.
Происхождение кольца спорно, но считается, что это перстень Люцифера, который он хотел вернуть себе после смерти Соломона.
Ключи Соломона — руководство по магии для чайников, по которому Уильям учится владеть своими силами под руководством Мазерса.
Избиратель — псевдороль Уильяма. Избирателем был выбран наследник Соломона, что будет в силах наладить контакт с демонами Соломона. Право Избирателя было дано Люцифером. Согласно ему, только Избиратель может дать решающее слово в битве кандидатов на трон Преисподней.
Всадники Апокалипсиса — мистические создания, не подвластные ни Небесам, ни Преисподней. Они, как говорят о них, жили на Земле задолго до Войны. Их главная задача — уменьшение человеческой популяции через исполнение отведённых им ролей. Жизнь Всадника тяжела, поскольку он живёт своей миссией и не может жить как обычный человек. В отличие от других сверхъестественных созданий, Всадники — люди. На данный момент известны трое Всадников.
Круг — круг архангелов, в котором решаются все военные вопросы.
Королевский Совет — собрание королей Преисподней и их герцогов. Цель такая же, как и у Круга.
Орден Золотой Зари — организация, созданная Мазерсом и Весткоттом, собравшая в себя герметистов (масонов) со всей Англии.
Энкиду — друг Гильгамеша, погибший во время войны. На данный момент его статус неизвестен.

## Список основных персонажей

### Уильям Твайнинг
- Уильям Твайнинг (яп. ウイリアム・トワイニング Уириаму Товайнингу)

17 лет. Главный герой истории. Молодой глава дома Твайнинг, гений своего времени и убеждённый реалист, верящий только в то что может объяснить наука. За четыре года до начала событий теряет родителей и винит себя в их смерти. Случайно призывает Данталиона, когда пытается найти средства для оплаты обучения в лицее. Со слов Данталиона и Ситри, является реинкарнацией царя Соломона, своего легендарного предка, и власть над 72 столбами Соломона вместе с правом избирать регента Ада перешла к нему по наследству вместе с его душой. Уильям умён, лучший на курсе и один из выдающихся учеников Страдфордской школы, стремящийся к знаниям и мечтающий о политической карьере в будущем. Демоны для него и вся неразбериха вокруг не имеет никакого смысла и не несёт в себе никакой выгоды.
Случайным образом оказывается втянут в войну демонов с ангелами и друг с другом. Из-за опасности появления в Преисподней нового Императора, Уильям попадает под прицел ангелов. Приказом архангела Михаила Уриэль пытается вознести Уильяма на Небеса, но по непонятной причине душа Уильяма отвергает их так же, как она отвергает Преисподнюю. В прошлом Уильяма скрыта некая страшная правда, связанная с гибелью его родителей, возможно, являющаяся причиной провала Уриэля.
Из-за угрозы атаки Небес, Уильям оказывается в Преисподней, где знакомится с четырьмя королями Преисподней, советниками Люцифера. Не выдержав их давления на его гордость реалиста, Уильям выходит из себя и случайно надевает украденное у его дворецкого кольцо отца — «семейную реликвию», являющееся ничем иным, как печатью царя Соломона. Тогда и пробуждается его великий предок и устраивает в Преисподней настоящий «ад». В этот момент от своего сна отходит Люцифер, и бунт Соломона оказывается подавлен.
После этого по возвращении в мир людей Уильям отправляется на старую виллу со своим дворецким Кевином Сесилем, где встречает странного мага, представившегося ему графом де Гленстрэ. Он предлагает Уильяму изучить чёрную магию и научиться подчинять себе демонов, которых некогда запечатал и подчинил своей воле Соломон. Уильям охотно принимает его предложение.
В канун своего дня рождения Уильям и Кевин отправляются в Лондон, где главный герой неожиданно для себя сталкивается с «Кевином» — человеком, который, как ему казалось, был его дворецким. Желая узнать правду о человеке, с которым провёл четыре года после гибели родителей, Уильям выходит из себя и попадает в руки буйствовавшего в те времена в Ист-Энде Джека-потрошителя, оказавшегося одним из демонов. Тогда и происходит разоблачение Кевина Сесиля, изменившее дальнейшую жизнь Уильяма. Сомневающийся в своих чувствах по отношению к тому, «кто всё это время был как брат», Уильям узнаёт о нём от Джона Ди, друга и дворецкого Камио, и приходит к выводу, что всё же может доверять своему дворецкому.
После этих событий Уильям попадает на последний ужин Бафомета, собравшегося на покой. В самом разгаре на них нападает демон Эмпуса и запирает с помощью барьера, созданном из воспоминаний. Благодаря ей Уильям узнаёт подробности встречи и знакомства Бафомета с Данталионом. Ужин заканчивается прибытием Уриэля и стычкой демонов. В конце битвы трагически погибает Бафомет, пытаясь защитить Уильяма. Это даёт ему толчок к активному росту как магу. Встреча с Гильгамешем убеждает Уильяма в том, что он не в состоянии быть Избирателем.
Сразу за этим в лицей прибывает Артур Кристиан — бывший наставник Уильяма в младших классах школы. Из-за диктатуры Артура и строительства его семьёй заводов в городе Уильям становится объектом внимания со стороны однокашников и лесных фей. На плечи Уильяма возлагается вопрос о закрытии заводов, загрязняющих природу.
После возвращения дяди Бартона Уильям узнаёт о Всадниках Апокалипсиса. Уриэль разоблачает личность Шона Кристиана — пажа Уильяма в школе. В сочельник Уильям встречается с Данталионом и узнаёт от него подробности своего прошлого. В разговоре он даёт ясно понять, что уже стал Соломон, но не намерен им оставаться. Когда демон покидает его, Уильям посвящает себя разрешению назревших вопросов. От Уриэля он узнаёт, что его дядя Бартон причастен к гибели его родителей. В это время начинается Апокалипсис, а следом за ним и война. Уильяму приходится сотрудничать с «Орденом Золотой Зари» и демонами, чтобы, используя силу Соломона, остановить Всадников Апокалипсиса и предотвратить Конец света.
В 91-й главе становится понятно, что память Соломона полностью передалась Уильяму.
В 83-й главе становится известно, что семья Твайнинг — археологи.
Первое появление: 1-я глава
Сэйю: Такуя Эгути

### Данталион Хьюбер
- Данталион (яп. ダンタリオン Дантарион)

Великий герцог Преисподней и 71-й столб царя Соломона. Ближе всех был к Соломону, потому его душу в личине Уильяма различил почти сразу. Был первым демоном, кого Уильям встретил. Является одним из трёх кандидатов на трон императора Преисподней вместо Люцифера. Сам Люцифер отдаёт ему своё благословение, поскольку Данталион — «его дитя», единственный из всех демонов Преисподней, заключивший с ним контракт и являющийся членом его «семьи». Ему покровительствует княгиня леди Астарот Третья (Саргатанас). Нефилим — демон, бывший человеком. О своём прошлом предпочитает не вспоминать и выходит из себя всякий раз, едва кто-то упоминает о его грехах. Будучи человеком, он обладал недюжинной силой, предал своего лучшего друга и истребил целый народ. Пережил гонения.
Следует за Уильямом как верный пёс, невзирая на все его попытки оттолкнуть от себя демона. Часто говорит, что связан с Соломоном навеки. Был единственным из всех, кого «Соломон» во время пробуждения в Преисподней не признал. После «Войны двух Роз» Ситри разоблачает его причастность к смерти Соломона. Ему верно служит Бафомет — бывший военачальник Ада Сатанахия, демон, бывший ангелом. Обладает весьма привлекательной внешностью и носит «козлиную» бородку. Помимо этого может скрывать своё лицо за головой чёрного козла.
Кроме Бафомета у Данталиона есть в слугах парочка низших демонов — летучих мышей Амона (белый) и Маммона (чёрный). Закадычный враг Жиля де Ре и нежелательная личность для короля Баалберита. Именно Данталион в сговоре с Камио и Ситри разоблачает личность Кевина Сесиля. Манипулирует огнём. Его сила столь велика, что он сумел пробить защиту архангела Михаила, когда тот находился в смертном теле.
В личине демона двуликий — обладает лицом женщины и лицом мужчины, а также держит книгу. Всегда носит красный плащ. Умеет создавать иллюзии в памяти человека и переносить его в воспоминаниях, что сделал, дабы доказать Уильяму свою силу и сущность. Клеймо нефилима — многочисленные алые линии по всему телу.
После смерти Бафомета заключает кровный контракт с Гильгамешем — старым другом, служащим Самаэлю. Так Гильгамеш занимает место Бафомета. Данталион знакомит его и Уильяма, а после просит Гильгамеша присматривать за мальчишкой, если с самим демоном что-то случится. Бросает вызов Камио, убеждённый, что тот виновен в гибели его побратима, но вскоре раскрывает замысел Люцифера и заключает с бывшим соперником союз.
Направившись к Люциферу на аудиенцию, вступил в схватку с Бартоном Твайнингом, завершившуюся прибытием Люцифера.
В 75-й главе выясняется, что Данталион истребил свой собственный народ, будучи манипулируемым Люцифером. Так же он являлся богом задолго до прибытия ангелов на Землю и правил на севере.
В 93-й главе становится известно, что до падения он был полукровкой, исполином. У него не было одного имени, но в северных странах его знали как богов Локи и Святовита, а также Куллерво.
Первое появление: 1-я глава
Сэйю: Такума Тэрасима

### Кевин Сесиль
- Кевин Сесиль (яп. ケヴィン Кэвин)

Изначально представлен как дворецкий семьи Твайнинг и азартный игрок. Зовёт Уильяма «молодым» или «юным господином». Семья Сесиль служит семье Твайнинг много поколений, и ссылаясь именно на это Кевин остаётся с Уильямом, когда из-за банкротства вся остальная прислуга покидает поместье. Отправляется на поиски пропавшего Бартона Твайнинга и в процессе своих поисков увязывается в азартные игры. После побега Эрнеста Кросби из Страдфорда приходит туда в качестве пастора, так как его мать была из семьи священников, и он, Кевин, проходил церковную школу. Тайно приглядывает за Уильямом.
Помимо азартности обладает повышенной ловкостью и прозорливостью. Склонен к садизму. Личность Кевина раскрывается уже во время его молитвы в церкви. К нему приходит архангел Михаил. Назвав его «Уриэлем», Михаил мучает Кевина, напоминая о его давней ошибке, из-за которой Соломон ускользнул от Небес и чуть не достался Преисподней. Стараниями Михаила у Уриэля уже тысячелетие одно крыло — формально, он является падшим ангелом, лишённым чина ангела присутствия. Архангел покаяния и жестокий страж небес, приходивший к Соломону убедить его уничтожить демонов и убивший немало его близких, мучая Соломона и ожидая, пока он сдастся. Мудрость Соломона проникла и в его сердце, задев за живое, и буквально за мгновение до того, как потерял Соломона, Уриэль осознал свои ошибки и остался покорным Михаилу, считая, что так он может заглушить свою проснувшуюся совесть.
Джон Ди характеризует его как «садиста», что не раз доказывалось при его общении с демонами. Уильям же узнал об истинной личине своего дворецкого тогда, когда стараниями троицы демонов-кандидатов Ситри, Данталиона и Камио, Уриэль был вынужден устранить демона, напавшего на его господина. Он признался в своей вине инкарнации Соломона и просит его не отталкивать от себя. Уильям прощает Кевина. После этого из-за исчезновения господина Уриэль врывается в Преисподнюю и разрушает владения Данталиона, после чего вместе с герцогом по просьбе Уильяма вступает в борьбу против генерала Плуто и его армии. Умеет манипулировать воспоминаниями и как архангел обладает колоссальной силой даже с одним крылом.
В дальнейшем находится рядом с Уильямом. Помогает Метатрону во время его пребывания на Земле в личине Шона Кристиана. Когда на Небесах начинается переворот, похищает Михаила из тюрьмы и приводит к Уильяму в поисках укрытиях. Признаётся в том, что по воле Михаила пытался вознести Уильяма, а также раскрывает замысел Бартона. Вскоре после начала войны вместе с Уильямом и Мазерсом предаёт блаженству министров Великобритании, чтобы манипулировать ходом войны.
Находясь в Преисподней, страдает от её воздуха.
Первое появление: 1-я глава
Сэйю: Дзюн Фукуяма

### Ситри
- Ситри (яп. シトリー Ситори:)

Чистый демон — падший ангел. Один из трёх кандидатов на трон регента под покровительством его дяди, короля Баалберита. Принц и виконт Преисподней, 12-й столп Соломона, встретившийся с ним сразу после падения. Сильнее всех любил и ревновал Соломона, вёл себя с ним как младшая сестра. В облике демона принимает вид грифона с лицом барса и крыльями орла. Очень красивый юноша, умеющий принимать так же женский вид. Познакомился с Уильямом через его друга Исаака, когда тот по ошибке открыл врата Преисподней, пытаясь призвать ангела. Действует сугубо по плану Баалберита и пытался завлечь Избирателя в его сети. Остаётся в Стратфорде после того, как узнаёт в Уильяме Соломона.
Узнав, что Данталион причастен к смерти Соломона, взбунтовался и пытался выяснить с ним отношения, но был остановлен Уильямом. Дико ревнует Данталиона к Соломону, так как в прошлом все свои тайны и мысли царь доверял «этому поганому нефилиму». Как и все члены семьи Баалберита, является противником нефилимов. Манипулирует молнией. Очень любит сладости и пользуется популярностью в школе.
В 73-й главе становится известно, что Ситри — сын Баалберита и Габриэль. По этой причине у него вновь выросли крылья, а Метатрон забрал его на Небеса, где вознёс и подчинил своей воле. Ситри занял место Габриэль и будучи лишённым всякой воли атакует сначала поместье Уильяма в поисках Михаила, а затем, в ночь Рождества, отправляется в Чистилище и объявляет начало Апокалипсиса.
Когда Уильям в последний раз посетил память Соломона, стало известно, что Ситри пал вместе с Баалберитом, когда тот закрыл его собой во время перестрелки. Габриэль предпочла бросить его. Ситри стал демоном, не пав при этом. Баалберит запечатал его ангельскую силу и держал печать ценой собственных жизненных сил, чтобы Небеса не нашли его. Когда печать спала, его забрал Метатрон.
В 89-й главе Баалберит совершает самоубийство, чтобы снять с Ситри блаженство.
Настоящее имя Грегори (Григорий, Грегор)
Первое появление: 4 глава
Сэйю: Ёсицугу Мацуока

### Камио
- Камио (яп. カミオ Камио)

Известен так же как Натаниэль (Натан) Кекстон, глава директорского общежития и комендант в Страдфорте. Великий губернатор Преисподней, превосходный стратег и незаконнорождённый нежеланный сын Люцифера, демон-полукровка, в чьих жилах течёт кровь Императора. 53-й столп Соломона. После смерти матери остался один, так как его великий отец не желал с ним знаться как с сыном из-за второй половины его сущности. Многие годы скитался по миру, истребляя и демонов, и ангелов, и людей. Был встречен Соломоном во время войны. Полюбил его мудрость и проникся всей душой к приручившему его царю. Соломон вселил в него желание жить и изучать мир людей изнутри. После смерти Соломона впал в депрессию и вернулся к старым привычкам. Во времена Средневековья познакомился с Джоном Ди, манипулятором, заставившим его дружить с ним. Вскоре необходимость играть роль друга отпала, и Камио привязался к нему. Был вынужден исчезнуть из жизни Джона, когда за ними начали охотиться инквизиторы. Пришёл за ним на смертном одре, когда Джон по незнанию призвал демона Камио. С тех пор вместе с Джоном в роли демона изучает людей и их жизнь.
В жизни Камио была и остаётся единственная любовь — Мария Моллинз, с которой он познакомился в Страдфорде во времена её юности. Из-за своей принадлежности к Преисподней не сумел удержаться рядом с ней и исчез из её жизни. Вскоре Мария разыскала его, будучи тяжело больной. С тех пор они неразлучны. По наводке Джона Камио находится в сомнениях по поводу того, что должен сделать, чтобы быть всегда с Марией. С одной стороны, избавиться от одиночества и обрести семью, с другой — сделать Марию нефилимом, демоном.
Ему покровительствует король Вельзевул, взявший мальчика под опеку после того, как Люцифер отказался признавать его своим сыном. Обладает уникальными талантами, умеет играть на рояле, вышивать, мастерить изделия из стекла и выращивать чай. Так же своими руками оборудовал свой дом в Гернси, где живёт с Джоном. Поскольку в его жилах течёт кровь Люцифера, его словам не смеют перечить демоны низшего и среднего класса, так же он обладает большой силой, превышающей силу четырёх королей. В правой руке у него заточён клинок. Понимает язык птиц, является отличным спорщиком. Умеет принимать облик дрозда.
В 72-й главе рассказывается о том, что матерью Камио стала принцесса Трои Кассандра. Из-за того, что Люцифер бросил их на произвол судьбы, в результате чего Кассандра погибла, Камио возненавидел его и дал клятву однажды отомстить за мать. Выясняется, что он причастен к гибели Бафомета. Опасаясь за Марию, ставшую целью Данталиона, Камио перенёс её в гору Этна, но во время его пребывания в Преисподней на аудиенции с Люцифером на Марию нападает легион Жанны Д’Арк. Камио, спеша её спасти, раскрывает свои крылья. Становится известно, что он — полукровный серафим. Из-за гибели Марии заключает с Данталионом союз и с его помощью забирает её с Адских Кругов.
В дальнейшем работает с Уильямом вместе с Джоном Ди.
Первое появление: 17 глава
Сэйю: Тэцуя Какихара

### Бафомет
- Бафомет (яп. バフォメット Бафорэтто)

Дворецкий Данталиона, в прошлом — Сатанахия, великий генерал Ада. Служил Астароту Второму вместе с Эмпузой, но после его смерти и после поражения Данталионом присягнул ему на верность и службу. Обладает утончённым дизайнерским вкусом и задатками шеф-повара. Уильям полюбил его за рисовый пирог.
Из-за того, что не спал четыреста лет, сильно ослаб и собрался на Лимб, чтобы отдохнуть в ближайшие сто лет, однако его планы были нарушены Эмпузой. После того, как проснувшийся Соломон прогнал её, во время нападения демонов Баалберита был смертельно ранен, защищая Уильяма.
Иногда принимает облик человека с головой чёрного козла (обрёл эту способность после одной из своих столетних спячек). Поскольку Данталион — член императорской семьи, косвенно является так же и дворецким Люцифера.
Первое появление: 1 глава
Сэйю: Хироки Ясумото

### Исаак/Айзек Мортон
- Исаак Мортон (яп. アイザック・モートン Айдзакку Мо:тон)

Друг Уильяма, занимает 23 месте в списке лучших учеников. Увлекается оккультизмом, верит в существование ангелов, демонов и даже волшебных фольклорных существ. Каждую ночь оставляет молоко с печеньем, в надежде что фея исполнит его желание. Несмотря на то, что у него с Уильямом разные характеры, они близкие друзья и Исаак готов помочь Уильяму в его проблемах. Хотя он не такой умный, как Уильям, он располагает широкими знаниями о мире демонов и хорошо использует магию. Происходит из семьи купцов, его отец занимался торговлей чаем и пряностями из Индии.
Во время обучения графом Гленстрэ магии выбирает себе Данталиона в качестве помощника против Уильяма перед «войной двух роз». Джон Ди принял его за девочку и рекомендовал Камио его в жены.
Первое появление: 1 глава
Сэйю: Мотоки Такаги

### Соломон
- Соломон (яп. ソロモン Соромон)

Третий и последний царь Израиля, незаконнорождённый сын царя Давида, из-за чего все детство и юность провёл в заточении в башне. Любил рукописи и увлекался изучением иной стороны мира — демонов. Богом ему была дарована небесная мудрость, и он использовал её, чтобы «обратить жизнь людей в кошмар». На протяжении многих лет призывал демонов и запечатывал их в свои столпы, подчиняя своей воле. Был хорошим другом Люцифера, от которого и получил право избирателя регента на его место в Преисподней.
Мудрость Соломона помогла ему избежать суда Уриэля, Небес и Преисподней. Оставив все свои столпы, Соломон исчез от взора ангелов и демонов и на протяжении тысячелетия перерождался в своих наследниках. Последней своей инкарнацией, Уильямом, сумел добиться того, чтобы его нынешняя ипостась научилась использовать его мудрость и магию. В 59-й главе манги появляется подле Уильяма и пробуждает в нём свою память. В дальнейшем Уильям, чтобы использовать память Соломона, пьёт абсент и травяные чаи.
В 87-й главе становится известно, что Соломон восстал против Бога за то, что тот навязал ему своё видение мира, никак не совпадающее с ним. В стремлении отомстить Богу, Соломон разрушил столпы и высвободил демонов. С этого момента принято считать начало его трагической истории.
Первое появление: 1-я глава
Сэйю: Мицуки Сайга

## Демоны

### Гильгамеш
- Гильгамеш (яп. ギルガメッシュ Гиругамэсю)

Царь шумерского города Урука, сын богини и человека. Полубог, последний бог в своём роде. Жил в одно время с Данталионом. Когда началась война Небес и Земли, находился на стороне Небес. Был подручным Михаила на Земле и истреблял сторонников Люцифера среди богов. Гильгамеш известен по эпосу, посвящённому его подвигам. В годы жизни на Земле у него был друг Энкиду и союзница Шамхат. Крайне эксцентричен, умён и весьма обаятелен.
Когда он столкнулся с Данталионом в первом их сражении, показал ему, что без друзей сила не имеет смысла. Рассуждая о том, что восстание Небес привело к гибели его родного мира, неожиданно сменил сторону и встал в один ряд с Данталионом, чтобы сразиться с Габриэль. В итоге эта битва была выиграна, Габриэль легла спать и не проснулась. В дальнейшем союз Гильгамеша и Данталиона доставлял беспокойство всему миру Преисподней.
Является правителем Нижнего Мира и подчинённым Самаэля, по указанию которого стал членом семьи Данталиона после смерти Бафомета. В битве с Бартоном заявил, что всегда был частью Данталиона и намерен ею оставаться. Ранее Данталион разоблачил его «невмешательство» и пригрозил убить его.
Гильгамеш спас Данталиона от заражения Бартона. Является членом императорской семьи.
Первое появление: 63-я глава.

### Люцифер
- Люцифер

Прекраснейший из ангелов и великий демон, Император Преисподней. Пал по причинам, которые Небеса стараются скрыть от всех. Со слов Данталиона, причиной его падения послужила подстава Михаила. В своём прошлом Люцифер неоднократно был на территории некой забытой и одинокой страны, где вскоре и скрылся вместе с павшим легионом. Вопреки представлениям, по-прежнему является ангелом, сохранившим свою былую силу, за многие годы возросшую. Изображается как шестикрылый ангел, предположительно похожий на своего брата-близнеца Михаила. Неизвестно, как Люцифер познакомился с Соломоном, но между ними была крепкая связь — он доверил ему право решающего голоса в выборе заместителя на случай, если не проснётся из своего сна. Сон Люциферу, как и всем бессмертным, необходим для сохранения силы и жизненной силы. У Люцифера есть внебрачный сын Камио, который мог бы заменить его на троне. Ему служат 7 демонов королей, которым в свою очередь служат 40 демонических герцогов.
Чаще всего при упоминании Люцифера мангака изображает белоснежные перья.
Когда Камио вспоминает мать, он говорит, что Люцифер бросил Кассандру. Когда Люцифер рассуждает об этом, становится понятно, что любовь для него запрещена, так как является привязанностью. Впервые Люцифера показали в 72-й главе. Он обладает чертами, напоминающими лицо Михаила. Внешний облик Люцифера прекрасен, но в то же время отталкивает. Вместо волос у него перья, закрывающие половину лица. Обладает шестью крыльями с длинными перьями. В 92-й главе была представлена его внешность. Очень похож на Камио и Михаила. Носит длинные тёмные волосы, облегающую одежду и высокие сапоги. Как и у всех демонов, ногти Люцифера чёрные.
В 80-х главах становится известно, что Люцифер (отсылка к 59-й главе) собирался заточить душу Соломона в Преисподней, сделав его Императором вместо себя. В 91- главе Уильям называет его четвёртым Всадником Апокалипсиса.
Первое появление: 59-я глава
Первое упоминание: 1-я глава

### Джон Ди
- Джон Ди

В истории известен как алхимик, учёный и чернокнижник, первоткрыватель енохианской магии. Демон-нефилим, метка нефилима на лбу, связан с Камио контрактом. Его лучший и единственный друг. Преисподней предпочитает дом в Гернси. История, рассказанная самим Джоном Уильяму, когда тот из-за любопытства случайно попал через портал в Гернси, говорит о том, что Джон был знаком с Натаном Кекстоуном (Камио), не подозревая о его личности, и всячески пытался проверить Гоетию и призвать демона. После исчезновения его друга прожил долгую жизнь, был фаворитом самой королевы Елизаветы. После тогок ак был пойман на занятиях чёрной магией, приговорён к смертной казни. На смертном орде к нему явился Уриэль, забрать его душу, но Джон, обхитрив Небеса, призвал демона Камио, которым оказался Натан Кекстоуном, другом, которого «не тронуло время». После смерти молодой демон Джон остался подле Камио, и невзирая на свою слабость как демона, служит ему и по-прежнему остаётся другом.
Переживал за Марию, когда состояние её здоровья ухудшилось. Присматривал за ней, когда она была в Этне. Когда прибыла Армия Спасения, не смог защитить её, поскольку получил множественные ранения. Сейчас сотрудничает с Камио с Уильямом.
Первое появление: 50-я глава

### Жиль де Рэ
- «Синяя борода» Жиль де Ре (яп. ジル・ド・レイ Дзиру До Рэй)

В прошлом воплощении был генералом Жанны д’Арк и убийцей, его полное имя Барон де Райс Гиллес де Монморенси-Лаваль. Нефилим, служит Баалбериту. Так как умер человеком лишь 400 лет назад, является новичком и стремится повысить свой ранг. Стал демоном по контракту Баалберита после того, как из-за своих преступлений был приговорён к смертной казни через повешение. Сделал это, со своих слов, из-за Жанны д’Арк, его возлюбленной, убитой организацией «Рука Господа». Желал испытать Бога.
Играет главную роль в злом замысле Баалберита против Данталиона и всячески опутывает Ситри сладкой ложью. Своего рода противник Данталиона, неоднократно заходил к нему на «огонёк».
В 85-й главе после поражения Жанны в битве с Камио находит её и снимает с неё Блаженство.
Первое появление: 2-я глава
Сэйю: Кёсукэ Ториуми

### Астарот
- Астарот Третья (яп. アシュタロス Асютаросу)

Великая королева Юга, четвёртая княгиня Преисподней. Помимо этого В прошлой жизни была египетской королевой Хатшепсут, предком Соломона. Так же является столпом Соломона. До своего назначения на трон Астарота была генералом Саргатанасом. Как и Данталион, нефилим, является их лидером. По наследию своего предшественника, принимает каждого нефилима и подобно ему считает, что наступает эра нефилимов, так как ангелы теперь более аккуратны в своих действиях и желаниях, нежели чем несколько веков назад. Покровительствует Данталиону, его же выбирает в качестве своего кандидата на трон регента.
У Астарот есть дочь Ламия, рождённая в браке с Вельзевулом, называющая её Эйши. По характеру спокойна и сентиментальна, обладает сильной армией Преисподней. Клеймо нефилима на животе.
На данный момент находится в спячке.
Первое появление: 6 глава

### Баалберит
- Баалберит

Великий король Запада, правитель Тартара, третий советник Люцифера. В качестве своего кандидата выставил своего племянника Ситри. Является лидером анти-нефилимской фракции и господином Жиль де Ре и генерала Плуто. Главная причина падения Ситри. Все демоны, окружающие его, для него лишь марионетки.
Первый столп Соломона, с самого начала подозревавший, что душа царя не достанется никому из демонов. После исчезновения души хозяина, впал в ярость и ополчился против него. Пытался убить Уильяма несколько раз, посылая за ним демонов и пытаясь убить пробудившегося Соломона. Отказывается быть под его покровительством.
Направил свои войска во главе с генералом Плуто на территорию Данталиона, предварительно ослабив его руками Эспузы, ранившей Бафомета. Воспользовавшись вторжением Уриэля в Преисподнюю, устроил переворот.
Является отцом Ситри. В прошлом был богом угаритов Баалом. Когда ангелы вторглись на Землю, он встретился с Габриэль, посягнувшей на его земли. Он заключил с ней сделку, по которой угаритские земли первыми на планете перешли к Небесам, а сам он стал ангелом. На Небесах в их союзе родился Ситри — Грегори, Григори или Грегор. Во время восстания Люцифера, когда Габриэль бросила их сына, защитил его от перестрелки и вместе с ним пал в Преисподнюю. Формально, как и Ситри, не является падшим ангелом — он пал, потому что желал спасти себя и ребёнка от гнева Небес. На Земле его принял Соломон и запечатал в столпе, поскольку Баалберит сам не мог спать, так как если бы он заснул, ангельская сущность Ситри стала бы известна всем. На данный момент находится на грани жизни и смерти.
Поначалу позиционировался как антигерой, но впоследствии был показан как отец, беспокоящийся о ребёнке и о том, что будет, когда Небеса его заполучат.
Погиб, чтобы спасти Ситри от блаженства.
Первое появление: 18 глава
Сэйю: Кэйдзи Фудзивара

### Вельзевул
- Вельзевул

Великий король Севера, князь Преисподней. Второй советник Люцифера. Бывший муж Астарот Второй и отец Ламии. Был из чинов ангелов, пал. Покровитель и опекун Камио, выбравший его в качестве третьего кандидата на трон регента. Весьма сентиментальный и мягкохарактерный демон, действующий из тени. Всегда уважал Соломона и считал его планы слишком хитрыми, чтобы быть разгаданными. Ходят слухи, что ныне он собирается вновь вступить в брак.
Пока Астрот спит, исполняет её обязанности главнокомандующего армией.
Первое появление: 7 глава
Сэйю: Синосукэ Татибана

### Самаэль
- Самаэль

Великий король Востока, великий правитель Преисподней и первый советник Люцифера. Пал в одно время вместе с ним и с тех пор держится на своём посту подле своего владыки. Как и на Небесах, в Преисподней Самаэль — самый близкий к Императору демон. Упоминается, что он его избранник. Всячески заботится о состоянии Люцифера и считает войны между демонами вредными для самочувствия Его Величества. Как король ещё не выбрал себе кандидата. Он поддерживает идею Баалберита укрыть Уильяма в Преисподней от атаки Небес.
Поначалу позиционировался как придерживающийся нейтралитета король. В 80-х главах раскрывают его сделку с Бартоном Твайнингом и замысел Люцифера. Согласно ему, Самаэль направил Гильгамеша к Данталиону, чтобы тот наблюдал за конфликтом изнутри. Считает верной идею Люцифера посадить на трон Преисподней Соломона.
В 92-й главе был побеждён Камио.
Первое появление: 18-я глава
Сэйю: Акира Исида

### Мария Моллинз
- Мария Моллинз

Вернулась в Страдфорт-на-Эйвоне после долгих лет отсутствия, надеясь встретиться там с Камио. Поскольку её семья работала в общежитии когда Мария была ещё молодой, директор отдал ей пост коменданта общежития Иакова. В молодости встретилась с Камио и влюбилась в него, не боясь его демонической силы. Поскольку родители и церковь не принимали такой союз, она предложила возлюбленному сбежать вместе, но Камио оставил её из-за своей крови, тайно защищая её от других демонов. Сейчас она находится в больнице, где проходит курс лечения рака лёгких. По словам Джона Ди, на неё обратили свой взор Небеса, и Камио необходимо успеть заключить с ней контракт, чтобы не потерять свою любовь навеки.
Стала демоном после того, как в её убежище в Этне нагрянула Армия Спасения. Она добровольно покончила с собой, перерезав себе горло, перед этим воззвав к духам Чистилища. Попала на Круги, откуда была высвобождена Данталионом и Камио. Ныне находится в анабиозе и ждёт перерождения демоном.
Перед тем, как Мария умерла, Камио сделал ей предложение.
Первое появление: 16 глава
Сэйю: Эми Синохара

### Ламия
- Ламия (яп. ラミア Рамиа)

Принцесса. Влюблена в Данталиона. Дочь Астарот и Вельзевула. В настоящее время заменяет мать, ушедшую на покой.
Перенесла Уильяма и Исаака в Преисподнюю на встречу с Астарот, позднее — по решению королей. Присутствовала на церемониальной вечеринке в доме Майкрофта Сваллоу.
Первое появление: 6 глава

### Элигос
- Элигос

15-й столп Соломона, маркиза, командующая 60 армий и подчинённая Вельзевула. Адриан Сваллоу был убит ею, после подменён.
Первое появление: 15 глава

## Ангелы

### Михаил
- Архангел Михаил

Архистратиг и первый среди архангелов, брат Люцифера, по некоторым данным — старший близнец. Внешне весьма красив, но на лице всегда отражается высокомерие. Являясь сильнейшим среди ангелов, сыном Бога, имеет огромное влияние на небесных духов. Манипулировал Уриэлем, отправляя его мучить Соломона, и после неудачи лично вырвал ему одно крыло и лишил чина ангела. Честолюбив и жесток, однако справедлив и знает, чего хочет и как этого достичь.
По словам приближённых к Люциферу демонов, Михаил склонил Люцифера к падению, а после пытался поймать в свои «цепи», дабы сделать своей марионеткой, как ранее проделал это с Жанной д’Арк. Его силы безграничны, однако из-за того, что он не спал со дня рождения, начинает слабеть и исчезать — в прямом смысле этого слова. Попытки Метатрона склонить его ко сну отражает грубостью. Одержим целью поймать брата, а также захватить в сети душу Соломона.
Потерпел поражение от Данталиона и защищён Кевином при попытке забрать душу Уильяма.
В дальнейшем строил стратегии по началу новой войны из-за пробуждения Люцифера. Незадолго до восстания Метатрона навещал гробницу Габриэль. Восстание Метатрона привело к тому, что Михаил оказался в тюрьме аккурат к началу Апокалипсиса. Метатрон убеждён, что Михаилу необходим сон. Сам Михаил, пусть и чувствует это, продолжает бодрствовать. Был освобождён и буквально похищен Уриэлем, когда все его силы фактически иссякли. Вместе с ним укрылся в штабе «Золотой Зари». Планирует поход в Преисподнюю.
В 88-й главе заявил Уриэлю, что когда война завершится, а он вернётся на Небеса, то восстановит Уриэлю отнятое у него крыло.
Первое появление: 21-я глава
Сэйю: Камия Хироси

### Метатрон
- Метатрон

Архангел, включённый в Круг. Некогда был человеком по имени Енох, призванным Михаилом на Небеса, где довольно быстро достиг чина архангела. Харизматичный и эксцентричный, влюблённый в интриги ангел. Пытался склонить Михаила ко сну, намекая на его «блёклость» и Рагуила к предательству Михаила с целью манипуляции архистратигом. Явился в Страдфорд наблюдать за Уриэлем и Соломоном, успешно играя свою роль протеже Уильяма Шона Кристиана. Ему содействует ангел, известный как святой Стефан.
Восстал против Михаила, когда обнаружил, что Ситри — сын Габриэль. Он вознёс его на Небеса и подчинил своей воле, а архистратига запер в клетке. Когда Михаил бежал с Уриэлем, отправил Ситри как нового Габриэля на его поиски.
Серый кардинал. Тайно ведёт войну Небес и Преисподней, старательно провоцируя демонов и ангелов срываться друг на друга. Его действия изначально приписывались Люциферу.
Первое появление: 32-я глава

### Жанна Д’Арк
- Жанна Д’Арк

Историческая героиня из Франции, Орлеанская Дева. Через неё Михаил вёл войну с Англией. Когда Жанну приговорили к костру, вознёс её на Небеса. С тех пор она — командующая Армии Спасения в его подчинении. Совершила налёт на Преисподнюю, когда терпение Михаила из-за пробуждения Соломона закончилось. Так же была послана Метатроном, выдавшим свой приказ за распоряжение Михаила, вознести Марию, чтобы спровоцировать Камио начать войну. Впавший в безумие Камио лишил её крыльев, в результате чего она пала. У Этны её нашёл Жиль де Рэ. Когда Блаженство отступило, они наконец-то воссоединились.
Первое появление: 30-я глава
Сэйю: Саки Фудзита

### Габриэль
- Серафима Габриэль

Одна из ангелов присутствия и генерал Небесного войска.
Габриэль участвовала в великой битве, разделяющую Землю и Небеса. Является «истинным генералом Небес». Подчинённая Михаила. Заключила сделку с Баалберитом, когда тот был угаритским богом, получила его земли, а его вознесла. На Небесах родила от него «не то сына, не то дочь» Грегори — Ситри, но отказалась от него во время восстания Люцифера и позволила ему пасть. Пострадала в битве с Данталионом и Гильгамешем, в результате чего впала в сон и не проснулась. Её место занял пробуждённый как ангел Ситри.
Первое появление: 66-я глава

### Рагуил
- Архангел Рагуил

Верный ангел Уриэля, один из архангелов, не включённых в Круг. По просьбе Уриэля приглядывал за Уильямом на вечеринке Майкрофта и изгнал Элигос из тела его отца. Обеспокоен тем, что его господин не может исполнить волю Михаила и призвать Уильяма на Небеса. Рагуилом пытался манипулировать Метатрон, призывая его к предательству Михаила. Пытался остановить Уриэля, когда тот отправлялся в Преисподнюю. В дальнейшем помогал ему искать информацию о Всадниках Апокалипсиса.
Первое появление: 14-я глава
Сэйю: Дзюнъити Миякэ

### Рафаэль
- Архангел Рафаэль

Офаним, второй после Михаила в Кругу и среди архангелов. Эксцентричен, ярок и пафосен. Борец за любовь и свободу, противник всяческих демагогий и насилия.
Первое появление: 32-я глава

## Всадники Апокалипсиса

### Кристианы
- Артур Кристиан

Молодой наследник династии Кристиан, бывший наставник Уильяма в лицее. Умён, красив и влиятелен. Весьма педантичен, рационален, строг. Прибыл в лицей и навёл там тот порядок, от которого взвыли ученики. По поручению семьи строит заводы в Стратфорде-на-Эйвоне вместе с лордом Бартоном.
Является Всадником Смерти, точного имени не дано. Заключил сделку с Бартоном. В начале войны заключил договор о поставке оружия в Грецию, тем самым завершив свою миссию Всадника.
Первое появление: 64 глава
Первое упоминание: 38 глава

### Твайнинги
- Лорд Бартон Скотт Твайнинг

Дядя Уильяма и младший брат его отца. Археолог. С первой главы нам ясно дают понять, что он исчез, потратив все сбережения семьи Твайнинг. Появляется вместе с Артуром. Рассказывает Уильяму, что потерял память из-за падения на раскопках, а деньги потратил на поиски «некого сокровища». За сомнительной легендой скрывается его долгое сотрудничество с Кристианами.
Всадник Чумы. Весьма амбициозен. В детстве страдал от неизлечимой болезни лёгких. Во время раскопок в Эфиопии вместе с братом, отцом Уильяма, нашёл кольцо Соломона. Когда брат надел кольцо, в нём пробудился Соломон, а следом прибыл легион Уриэля. Смекнув, какая сила оказалась в руках Твайнингов, Бартон посвятил свою жизнь заполучению силы Соломона. Он заключил с Самаэлем контракт, по которому он всячески способствует Люциферу, а тот, в свою очередь, должен гарантировать ему, что именно он станет сосудом Соломона.
Способен заражать людей болезнями. Так, заразив кучера, преждевременно убил своего брата и его жену. Пытался убить Уильяма, заразив Данталиона, но вовремя подоспевший Гильгамеш нарушил его планы.
Первое появление: 68 глава
Первое упоминание: 1 глава

### Самуэль Лиделл-Мазерс
- Самуэль Мазерс

Он же Самуэль Макгрегор Лиделл-Мазерс, граф Глэнстре. Известный оккультист, маг. Член «Десницы Господа» и один из основателей Ордена «Золотой Зари». Прибыл к Уильяму после его посещения Преисподней и предложил свои услуги учителя магии. В дальнейшем устроился в Стратфордскую школу как преподаватель древних языков. Учитель Исаака и Уильяма. Присматривает за Соломоном, так как ему интересно, насколько он способен изменить судьбу людей. Силён как маг. Обладает заграничными знаниями, источник которых неизвестен. Очень умный, добрый и заботливый персонаж. Когда прибыл Артур, спешно ретировался, смекнув, что дело нечисто.
Является Всадником Апокалипсиса, но своей миссии не знает. Когда Уильям его разоблачает, они договариваются, что являются союзниками лишь до тех пор, пока деятельность Самуэля контролируется.
Первое появление: 30-я глава

## Люди

### XIX век
- Майкрофт Сваллоу (яп. マイクロフト・スワロー Майкурофуто Суваро:)

Друг Уильяма, однако не знает о демонах до тех пор, пока не был вовлечён в это после того, как его отец заключил сделку с Элигос.
Сэйю: Юки Оно
- Эрнест Кросби

Преподобный стадфортской церкви и член организации экзорцистов «Рука Господа». Может ощущать демоническую силу.
- Адриан Сваллоу

Отец Майкрофта, политик. После катастрофы, был обречён на смерть, но заключил сделку с Элигос, чтобы долго жить, однако в конце концов был уничтожен экзорцистами.
- Элизабет Дейл

Невеста Майкрофта, называет его Майком. Американка, с грубыми манерами поведения, чем вызывает насмешки со стороны английских дворян
- Эллиот Эден

Интеллигентный мальчик, родом из семьи преподобных. Однажды его телом овладел Михаил, чтобы встретиться с Уильямом.

### Времена Войны
- Кассандра Принцесса Трои и мать Камио. Провидица, чьи пророчества воспринимались не всерьёз. Предрекла гибель Трои. Родила Камио от Люцифера и вырастила его в Храме Аполлона. Сам Аполлон в своё время любил её, но так как она предпочла Люцифера, он обрёк её на одиночество.

Первое появление: 72 глава